# La Conspiration (film)
Pour les articles homonymes, voir La Conspiration.
Cet article concerne le film de Robert Redford. Pour l'ouvrage de Paul Nizan, voir La Conspiration (roman).
Pour plus de détails, voir Fiche technique et Distribution.
La Conspiration (The Conspirator) est un film historique américain réalisé par Robert Redford et sorti en 2010.

## Synopsis
À la suite de l'assassinat d'Abraham Lincoln (le 14 avril 1865), lors d'un complot organisé par des confédérés, Mary Surratt est accusée de complicité de meurtre. Alors qu'elle risque la peine de mort par pendaison, son seul espoir réside dans le jeune avocat Frederick Aiken qui est le seul en mesure de la défendre. Sceptique au début de l'innocence de sa cliente, Aiken cherchera à tout faire pour l'acquitter par la suite.

## Fiche technique
- Titre français : La Conspiration
- Titre original : The Conspirator
- Réalisation : Robert Redford
- Scénario : James D. Solomon, d'après une histoire de James D. Solomon et Gregory Bernstein
- Musique : Mark Isham
- Décors : Kalina Ivanov
- Costumes : Louise Frogley
- Photographie : Newton Thomas Sigel
- Montage : Craig McKay
- Production : Robert Redford, Brian Falk, Bill Holderman, Greg Shapiro et Robert Stone
- Sociétés de production : American Film Company et Wildwood Enterprises
- Sociétés de distribution : Roadside Attractions (États-Unis), CTV International (France, vidéo)
- Budget : 25 000 000 $
- Pays de production :  États-Unis
- Langue originale : anglais
- Format : Couleur - 35 mm - 2,35:1
- Genre : drame, historique, procès
- Dates de sortie[1] :
  - Canada : 11 septembre 2010 (festival de Toronto)
  - États-Unis : 15 avril 2011
  - France : 7 septembre 2011 (festival de Deauville)
  - France : 24 novembre 2011 (sortie en vidéo)

## Distribution

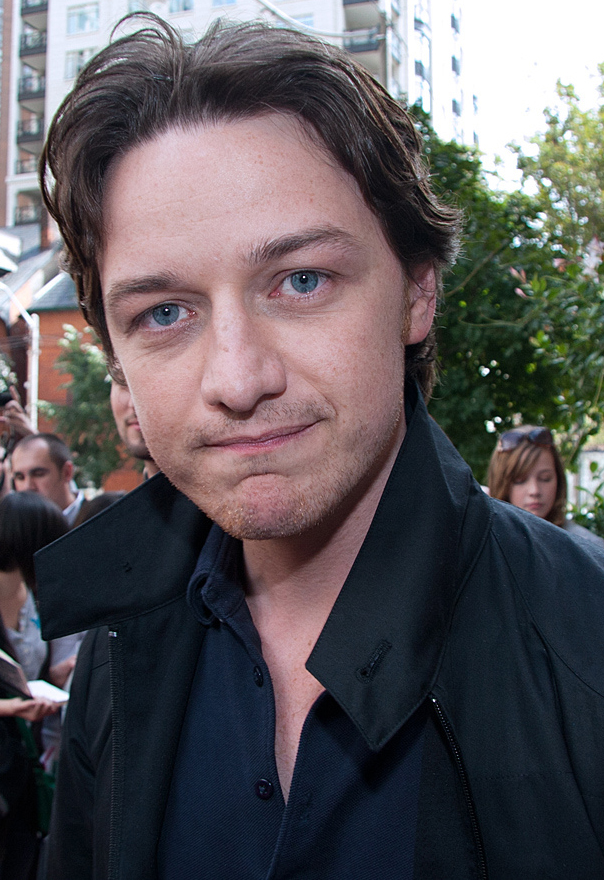
L'acteur principal James McAvoy à la première du film au Festival International du Film de Toronto 2010.

- James McAvoy (VFB : Marc Weiss) : Frederick Aiken
- Robin Wright (VFB : Colette Sodoyez) : Mary Surratt
- Kevin Kline (VFB : Daniel Nicodème) : Edwin M. Stanton
- Evan Rachel Wood (VFB : Mélanie Dambermont) : Anna Surratt
- Tom Wilkinson (VFB : Michel de Warzée) : Reverdy Johnson
- Justin Long (VFB : Karim Barras) : Nicholas Baker
- Danny Huston (VFB : Michel Hinderyckx) : Joseph Holt
- James Badge Dale (VFB : David Manet) : William Hamilton
- Colm Meaney (VFB : Benoît van Dorslaer) : David Hunter
- Alexis Bledel (VFB : Séverine Cayron) : Sarah Weston
- Jonathan Groff (VFB : Maxime Donnay) : Louis J. Weichmann
- Stephen Root (VFB : Jean-Paul Landresse) : John M. Lloyd
- Johnny Simmons : John Surratt
- Toby Kebbell : John Wilkes Booth
- Norman Reedus : Lewis Payne
- Gerard Bestrom : Abraham Lincoln
- Cullen Moss : l'officier d'ordonnance de Stanton
- Kirk Sparks : Edmund Spangler
- John Cullum (VFB : Alexandre von Sivers) : le juge Wylie
- Christopher Bauer (VFB : Steve Driesen) : major Smith
- Shea Whigham (VFB : Didier Colfs): capitaine Cottingham
- David Andrews (VFB : Yves Degen) : le père Walter
- Kathleen Hogan (VFB : Carine Seront) : Mme Mountchessington

Source et légende : Version française (V. F.) sur Doublagissimo

## Accueil

### Accueil critique
Sur l'agrégateur américain Rotten Tomatoes, le film récolte 55 % d'opinions favorables pour 169 critiques. Sur Metacritic, il obtient une note moyenne de 55⁄100 pour 37 critiques.
En France, le site Allociné propose une note moyenne de 3,5⁄5 à partir de l'interprétation de critiques provenant de 2 titres de presse.

## Distinctions
- 2011 : Prix du jury et prix du public au Festival international du film d'histoire de Pessac
- Humanitas Prize 2012 : meilleur film[6]